# St. Aubin Churchyard
St. Aubin Churchyard is een Britse militaire begraafplaats gelegen in de Franse plaats Saint-Aubin (Noorderdepartement) (Noorderdepartement). De begraafplaats wordt onderhouden door de Commonwealth War Graves Commission.
De begraafplaats telt een Brits graf uit de Eerste Wereldoorlog.